# Théâtre des Vampires
El Théâtre des Vampires (Teatro de los Vampiros) es lugar donde se reúne un aquelarre parisino de vampiros en los primeros libros de Anne Rice de la serie Crónicas Vampíricas, específicamente en Entrevista con el Vampiro y en Lestat el vampiro.

## Detalles
Entrevista con el Vampiro da pocos detalles sobre la historia del Théâtre des Vampires, pero, por lo que se puede decir del primer libro, es un teatro que se burla de la existencia de los mortales. Los vampiros actores representan obras en las que utilizan sus rasgos vampíricos, fuerza, velocidad, etc. e incluso beben sangre en frente de la audiencia. Debido a la naturaleza del establecimiento, la audiencia se va creyendo que lo que han visto es una representación teatral.
En Entrevista con el Vampiro, conocemos a Armand, el propietario y patriarca del teatro, y conocemos algo sobre él, aunque muy poco en comparación con lo que es revelado en libros posteriores.
En el siguiente libro, Lestat el vampiro, nos enteramos de más datos sobre el teatro. Antes de su muerte, Lestat había sido un actor teatral en su forma previa; una vez convertido en vampiro, lo compra debido a la insistencia del director. El teatro mantiene a su director y sus actores humanos, hasta que Lestat encuentra a una secta satánica de vampiros bajo el cementerio de Les Innocents en París, y desafía sus creencias destruyendo la secta. Cerró el teatro y envió a los integrantes a Inglaterra para protegerlos. Cuatro de los vampiros que huyeron del aquelarre le piden a Lestat que les dé el teatro para ocultarse de Armand, quien está destruyendo a todos los miembros del grupo debido al caos que creó Lestat. Antes de llegar a un acuerdo, Nicholas de Lenfent, un viejo amigo que se mudó a París con él, exige a Lestat que le dé el teatro, pero Lestat rehúsa. Esto se debe a que Nicholas se vuelve loco al poco tiempo de haberse convertido en vampiro. Aun así, se queda en el teatro como escritor y músico, y es él quien le da el nombre de "Théâtre des Vampires". Lestat luego le cede la propiedad y los fondos a Eleni, una de los exmiembros del aquelarre. A continuación de esto vemos a Lestat regresando de América después de haber vivido con Louis y Claudia, y descubre que el grupo de teatro que conoció (los exmiembros del aquelarre) ha desaparecido y que Armand es ahora el dueño del teatro. Finalmente, el teatro y todos sus actores vampiros (a excepción de Armand) acaban sus días cuando es incendiado por Louis de Pointe du Lac en venganza por la muerte de Claudia.
En una entrevista, Anne Rice dijo que cuando escribió el libro, no tenía idea de que en París realmente existía un teatro llamado Théâtre des Vampires.

## Papel en "Entrevista con el Vampiro"
En la primera presentación vemos a una atractiva mujer siendo desnudada en contra de su voluntad, enloquecida y asesinada al beber su sangre. A diferencia de la novela, en donde la mujer fue simplemente dejada de lado después de haber bebido su sangre, en la película, la víctima (Laure Marsac), parece ser devorada por los vampiros en una especie de sacrificio humano.

## Influencia
El Théâtre des Vampires pudo haber sido influido por el Teatro del Grand Guignol, aunque en el DVD de Entrevista con el Vampiro, en el "making off", Anne dice que ella no tenía conocimiento de la existencia del Grand Guignol.
Théâtre des Vampires es también una banda de Metal.  Archivado el 6 de febrero de 2012 en Wayback Machine.
- Datos: Q3513592